# Селеноним
Селено́ним (греч. Σελήνη «Селена» + греч. όνομα — «имя») — вид астротопонима, название любого природно-физического объекта на Луне (кратеры, цирки, горы, моря, океаны, заливы, борозды, долины и. т. д.). Изучением лунных топонимов занимается селенонимика, раздел астронимики. Как и некоторые другие термины астронимики, селеноним образован от греческого корня восходящего к теониму (например, геоним, венусоним, марсионим (марсоним), меркурионим и др.). Селена — богиня Луны в греческой мифологии, «титанида», дочь Гипериона и Тейи, сестра Гелиоса, позже отождествлённая с Артемидой.
Выделяют двуосновные термины, связанные с собственными именами Луны. Антропоселеноним — образован от антропонима (объектов, названных в честь людей), геоселеноним — от геонима (земного названия, например, лунные горные цепи Карпаты, Альпы, Балканы).
В отношении лунных топонимических названий также применяется термин селенографические имена (см. Селенография). В таких случаях параллельно используется латинизированная форма Альпы — Alpes, Герцинские горы — Montes Hercynii и т. д.).